# Yinchuan

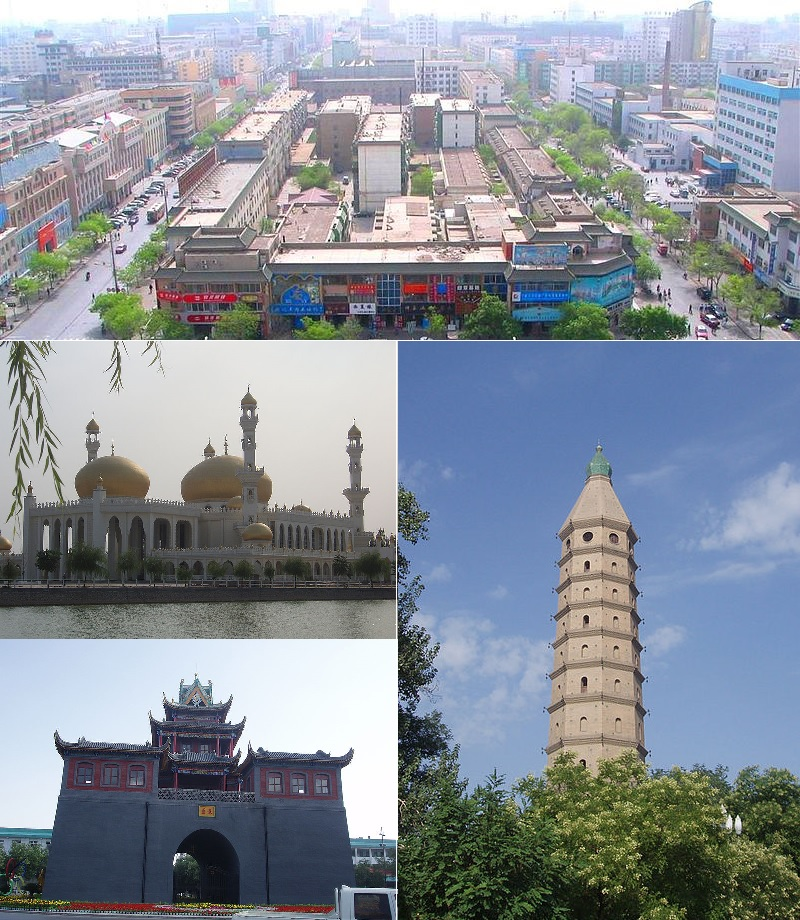
Fotomuntatge de Yinchuan

Yinchuan (en xinès: 银川, pinyin: Yínchuān) és la capital de la regió autònoma de Ningxia situada al centre-nord de la República Popular de la Xina. Té una superfície de 4.467 km i una població total d'1.990.000. El nom de la ciutat significa literalment "riu de plata".
Originalment va ser un comtat al segle i a. C., convertint-se en la capital de la dinastia Xi Xia l'any 907 dC. En 1227 va passar a estar sota el control de la dinastia Yuan i després sota el domini dels Ming i els Qing.
És situada a la riba del riu Huang He, a prop de l'extrem oest de la Gran Muralla. Als seus voltants hi ha rics jaciments d'hulla i de petroli. En gran manera sense indústria, és el principal mercat agrícola i centre de distribució de l'àrea.